# Rosemarie – glädjeflickan
Rosemarie – glädjeflickan är en västtysk dramafilm från 1958 i regi av Rolf Thiele. Filmen betecknades på sin tid som något av en skandalfilm. Den byggde på verkliga händelser kring det mycket uppmärksammade fallet med Rosemarie Nitribitt.

## Rollista
- Nadja Tiller - Rosemarie
- Peter van Eyck - Alfons Fribert
- Carl Raddatz - Konrad Hartog
- Gert Fröbe - direktör Willy Bruster
- Hanne Wieder - Marga Hartog
- Helen Vita - Eveline
- Werner Peters - Franz Josef Nakonski
- Tilo von Berlepsch - Oelsen
- Erik von Loewis - von Killenschiff
- Karin Baal - Do
- Hubert von Meyerinck - Kleye
- Jo Herbst - Walter
- Ruth Hausmeister - frau Hartog
- Arno Paulsen - Schmidt
- Mario Adorf - Horst
- Horst Frank - Michael Runge